# Stadio internazionale Khalifa
Lo stadio internazionale Khalifa (inglese: Khalifa International Stadium, arabo: إستاد خليفة الدولي) è uno stadio situato nel complesso sportivo dell'Aspire Zone a Doha, il secondo più grande del Qatar.

## Storia
Stadio polivalente, è parte del complesso sportivo della città di Doha, che comprende anche l'Aspire Academy, l'Hamad Aquatic Centre, e la Torre Aspire. Lo stadio è stato inaugurato nel 1976, ma è stato completamente rinnovato e ampliato al fine di aumentare la sua capacità da 20.000 a 40.000 in occasione dei XV Giochi asiatici del 2006, di cui ha ospitato le cerimonie di apertura e chiusura e le gare di atletica.
Prima della sua ristrutturazione era stato utilizzato soprattutto per le partite di calcio, ospitando le partite interne della nazionale maggiore qatariota, ma ora comprende anche spazi per molti altri sport.
Ha ospitato due partite amichevoli internazionali di calcio tra Brasile e Inghilterra il 14 novembre 2009 e tra Brasile e Argentina il 17 novembre 2010. Da notare anche gli ISF 2009 World School Games, svoltisi tra l'8 e il 12 dicembre 2009.
È stato lo stadio principale della Coppa d'Asia 2011 vinta dal Giappone, dei quali ha ospitato tre partite del girone A, un quarto di finale, una semifinale e la finale per il primo posto.
È stata la sede di gara dei campionati del mondo di atletica leggera 2019 e del Doha Diamond League, tappa del circuito internazionale di atletica della Diamond League.
È stato tra le sedi del campionato mondiale di calcio 2022, in vista del quale era in programma un ampliamento fino alla capienza di 68.030 posti a sedere, poi ridotta a 40.000 posti (il minimo accettato dalla FIFA). La modifica lo ha fatto scendere al secondo posto per capacità, dietro allo stadio Iconico di Lusail, il più capiente del paese. Del mondiale ha ospitato 8 partite: 6 della fase a gironi, una degli ottavi di finale e la finale per il terzo posto.